# Sture Ohlin
Bo Sture Roland Ohlin, född 3 maj 1935 i Arjeplog i Norrbotten, död 22 november 2023 var en svensk före detta skidskytt som tävlade för Arjeplogs SF.
Ohlin ingick i det svenska stafettlaget tillsammans med Adolf Wiklund, Olle Gunneriusson och Sven Nilsson som vann den första inofficiella stafetten vid VM i skidskytte 1958 som avgjordes i Saalfelden i Österrike. Ohlin var också med i det svenska stafettlaget, tillsammans med Sven Agge och Adolf Wiklund, som kom tvåa i den inofficiella stafetten vid Skidskytte-VM 1959 i Courmayeur i Italien. När stafetterna fick officiell VM-status vid Skidskytte-VM 1966 i Garmisch-Partenkirchen i Västtyskland tog Ohlin tillsammans Olle Petrusson, Tore Eriksson och Holmfrid Olsson bronsmedaljerna. Exakt samma kvartett åkte även hem bronsmedaljen vid Skidskytte-VM 1967 i Altenberg i Östtyskland. Ohlin  deltog även i de olympiska vinterspelen 1964 i Innsbruck där han placerade sig på en 12:e plats.